# أمير كوستوريتسا
أمير كوستوريتسا (بالسيريلية الصربية: Немања Емир Кустурица) فنان صربي ومخرج متحصل مرتين على جائزة السعفة الذهبية بمهرجان كان.
وقد تحول من الإسلام إلى المسيحية فيما بعد.

## روابط خارجية
- أمير كوستوريتسا على موقع IMDb (الإنجليزية)
- أمير كوستوريتسا على موقع الموسوعة البريطانية (الإنجليزية)
- أمير كوستوريتسا على موقع روتن توميتوز (الإنجليزية)
- أمير كوستوريتسا على موقع مونزينجر (الألمانية)
- أمير كوستوريتسا على موقع ألو سيني (الفرنسية)
- أمير كوستوريتسا على موقع ميوزك برينز (الإنجليزية)
- أمير كوستوريتسا على موقع أول موفي (الإنجليزية)
- أمير كوستوريتسا على موقع قاعدة بيانات الأفلام السويدية (السويدية)
- أمير كوستوريتسا على موقع إن إن دي بي (الإنجليزية)
- أمير كوستوريتسا على موقع ديسكوغز (الإنجليزية)